# Trianthema sanguinea
Trianthema sanguinea är en isörtsväxtart som beskrevs av Georg Ludwig August Volkens och Irmsch. Trianthema sanguinea ingår i släktet Trianthema och familjen isörtsväxter. Inga underarter finns listade i Catalogue of Life.